# 秋山逸生
秋山 逸生（あきやま いっせい、1901年9月27日 - 1988年5月22日）は、日本の木工芸家。
重要無形文化財「木象嵌」保持者。大坂弘道など木象嵌に優れた木工芸家はいるが、2006年現在では「木工芸」ではなく「木象嵌」で人間国宝に認定されたのは秋山のみである。

## 概要
旧東京府隅田村（現 東京都墨田区）に生まれる。師に供して千葉県市川市に移り住み、生涯を市川で過ごす。
1918年、芝山象嵌師の島田逸山に師事。その後、兄の秋山聴古（本名秋山鉄次郎）に木画技法、彫金師桂光春らにも学ぶ。木象嵌は木地に色や木目の違う木材や金属などのさまざまな素材を加工して嵌め込み木地にさまざまな文様を表す。とくに複雑な文様を示すものは木画といい、下総国芝山の芝山専蔵が起こした象嵌法を芝山象嵌といい秋山逸生の師島田逸山や兄秋山聴古は芝山象嵌師である。市川市に在住していたため市川市の無形文化財や名誉市民、千葉県の無形文化財に指定される。作品は欅、黒檀、紫檀などの木地を用い、それに象嵌をほどこす。作品には箱が多く、箱の平面にほどこされた文様（木画）は、まるで写真製版を貼り付けたかのように繊細で華麗であり、その技法は高度である。

## 経歴
- 1901年　東京府隅田村（現 東京都墨田区）生まれ
- 1942年　第5回文展入選
- 1946年　第1回日展入選
- 1962年　市川市指定無形文化財「芝山象嵌」保持者
- 1968年　第8回伝統工芸新作展日本工芸会東京支部賞受賞
- 1970年　千葉県指定無形文化財「芝山象嵌」保持者
- 1981年　第28回日本伝統工芸展NHK会長賞
- 1987年　重要無形文化財「木象嵌」保持者
- 1988年　勳4等瑞宝章、同年死去